# Иммуносупрессия
Иммуносупрессия, или иначе иммунодепрессия, — угнетение иммунитета по той или иной причине. Иммуносупрессия бывает физиологической (необходимой в определённых ситуациях для организма), патологической (при различных заболеваниях и патологических состояниях, например при СПИД, лучевой болезни и отравлениях некоторыми токсикантами) и искусственной, вызываемой приёмом ряда иммуносупрессивных препаратов и/или ионизирующими излучениями.

## Физиологическая иммуносупрессия
Физиологическая иммуносупрессия отмечается при беременности. Она необходима для предотвращения иммунологического отторжения эмбриона, который является, по существу, генетически и иммунологически наполовину чужеродным трансплантатом в матке беременной женщины.

## Патологическая иммуносупрессия
Патологическая иммуносупрессия отмечается прежде всего при различных состояниях врождённого и/или приобретённого иммунодефицита, в частности при инфицировании ВИЧ, при лучевой болезни и др.

## Искусственная иммуносупрессия
Искусственная иммуносупрессия применяется при лечении аутоиммунных заболеваний, при трансплантации органов и тканей и др. Искусственная иммуносупрессия создаётся приёмом глюкокортикоидов, циклоспорина А, цитостатических агентов типа метотрексата, меркаптопурина, циклофосфамида, азатиоприна и др., или введением анти-лимфоцитарной сыворотки.